# Tiritiri Matangi
Tiritiri Matangi je ostrov, který se nachází asi 4 km od poloostrova Whangaparaoa v severní části Nového Zélandu.
Od roku 1971 je ostrov součástí přírodní rezervace Hauraki Gulf Maritime Park. Od té doby zde dobrovolníci pod záštitou Department of Conservation vysázeli kolem čtvrt milionu stromů. Na ostrově se nachází některé ohrožené druhy novozélandského ptactva jako je slípka novozélandská, Philesturnus rufusater, čírka novozélandská, kivi Owenův, pištec bělohlavý či Callaeas wilsoni. Bohatá fauna láká až 20 000 návštěvníků ročně.